# Capita dictionum

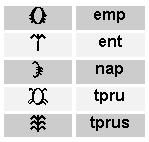
Capita dictionum

A székely–magyar rovásírás egyik érdekessége az úgynevezett bogárjelek, vagy ahogy a korabeliek mondták, capita dictionumok (mondatkezdő jelek) létezése. Valódi jelentésüket nem ismerték, de esztétikai szépségük, művészi alakjuk miatt díszítés céljára használták őket. Egyesek szerint ezek a székely rovásírás legérdekesebb elemei közé sorolandók.
A capita dictionum kifejezést Telegdi Jánostól eredeztethetjük, aki híres művével 1598-ban vissza akarta állítani a rovásírást, mint a magyar nyelvhez legtökéletesebben alkalmazkodó jelrendszert.  Telegdi ezt írja a kérdéses jelekről: „Van ezeken kívül még néhány hüllőhöz hasonló szótagjegyük (ti. a székelyeknek), amelyek nincsenek valódi betűkből összetéve. Ezeket a székelyek a szavak fejének nevezik.” Latinul: Siculi capita dictionum vocant. 
Egyes vélemények azt állítják, hogy ezek a jelek egykoron nevek egyfajta „monogramjai” lehettek. 